# Portrætgruppe med kunstnerens fader Amilcare Anguissola og hendes søskende Minerva og Astrubale
Portrætgruppe med kunstnerens fader Amilcare Anguissola og hendes søskende Minerva og Astrubale er et oliemaleri fra 1558-59 af den italienske kunstner Sofonisba Anguissola. Maleriet findes i Nivågårds malerisamling på museets hjemmeside.
Maleriet viser kunstnerens familie i et landskab. På maleriet ses Sofonisbas far Amilcare, søsteren Minerva, broderen Asdrubale og deres hund. Billedet betragtes som ufærdigt og det menes, at hun efterlod det i sin ufærdige tilstand, for at adlyde en stævning fra Filip 2. af Spanien, hvor hun var hofmaler i 20 år. Dette er det eneste kendte portræt af hendes far, men Anguissola havde malet Minerva et par år tidligere, hvor hun er portrætteret sammen med sine søstre, der spiller skak.
| - Malerens skakspillende søstre - Portræt af kunstnerens søstre der spiller skak, fra venstre til højre ses: Lucia, Europa, og Minerva, 1555 |

Maleriet blev købt af museets grundlægger Johannes Hage ved den danske maler Wilhelm Marstrands auktion, sammen med et maleri af Marstrand i 1873. Det betragtes som et af kunstnerens vigtigste værker fra hendes tidlige periode.